# ممد ابراهیم آباشیدزه

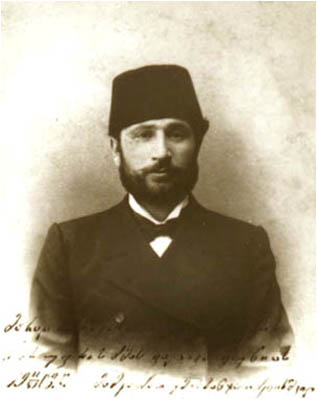
ممد ابراهیم آباشیدزه

ممد ابراهیم آباشیدزه (گرجی: მემედ აბაშიძე؛ ۱۸ ژانویه ۱۸۷۳ – ۱۹۳۷) یک نویسنده و روزنامه‌نگار گرجی بود. وی از نوادگان سانجک بیگ آباشیدزه قربانی سرکوبهای استالینیستی است.

## زندگی‌نامه
وی تحصیلات ابتدایی خود را درمدرسه ای متعلق به انجمن سوادآموزی گرجستان در باتومی فراگرفت. وی با راهنمایی پدرش به زبان‌های عربی، فارسی و ترکی تسلط پیدا کرد. آباشیدزه در اوایل قرن بیستم مورد توجه قرار گرفت. او مطالبی درخصوص خودآگاهی ملی گرجیان مسلمان و وحدت گرجستان در مطبوعات گرجستان منتشر می‌کرد. به همین دلیل چندین بار دستگیر و تبعید شد. در سال ۱۹۱۷ به باتومی بازگشت. وی ریاست انجمن خیریه مسلمانان گرجستان و ریاست کمیته آرادی مسلمانان گرجستان را عهده‌دار بود. ترجمه آثار عمر خیام، نامیک کمال به زبان گرجی و نوشتن چندین داستان کوتاه از آثار اوست. خیابانی به نام وی در شهر تفلیس نام گذاری شده‌است.